# 2002-es NFL-szezon
A National Football League 2002-es szezonja a 83. szezon volt a professzionális amerikaifutball-ligában, az Egyesült Államokban. Új csapatként a Houston Texans csatlakozott a ligához, amellyel 32-re emelkedett a csapatok száma. Az alapszakasz 2002. szeptember 5-én kezdődött. A szezont a Super Bowl XXXVII zárta, amelyet a Tampa Bay Buccaneers nyert meg.

## Új csoportbeosztás
A Houston Texans belépésével a csapatok száma 32-re emelkedett, emiatt átszervezték a csoportokat. A két konferenciában négy divíziót alakítottak ki a korábbi három helyett.
- A Seattle Seahawks az egyetlen csapat, amely konferenciát váltott: az AFC West divízióból átkerült az NFC West divízióba (ahol eredetileg, az első szezonjukban is szerepeltek, 1976-ban).
- Az Arizona Cardinals-t az NFC East divízióból áthelyezték az NFC West divízióba.
- A Houston Texans, az Indianapolis Colts, a Jacksonville Jaguars, és a Tennessee Titans az új, AFC South divízióban kapott helyet.
- Az Atlanta Falcons, a Carolina Panthers, a New Orleans Saints, és a Tampa Bay Buccaneers  az új, NFC South divízióban kapott helyet.
- Az AFC Central és az NFC Central divíziók új neveket, AFC North és NFC North neveket kaptak.

## Menetrend
Az NFL alapszakasz lebonyolítása 2002-ben:
- Mindenki kétszer játszott a saját csoportjában lévőkkel, egyszer otthon, egyszer idegenben. (6 mérkőzés)
- A saját konferenciájában, de más csoportban lévő 4 csapattal játszott minden csapat, kettőt otthon, kettőt idegenben (4 mérkőzés). 2002-ben a csoportok párosítása:

AFC East – AFC West
AFC North – AFC South
NFC East – NFC West
NFC North – NFC South
- A másik konferenciából is egy csoportban lévő 4 csapattal játszott minden csapat (4 mérkőzés). 2002-ben a csoportok párosítása:

AFC East – NFC North
AFC North – NFC South
AFC South – NFC East
AFC West – NFC West
- Minden csapat két meccset játszott a saját konferenciájában lévő csapatokkal az előző évi eredmények alapján. Eszerint a csoportelsők azzal a két csoportelsővel játszottak, amelyekkel amúgy nem játszottak volna (amelyek nem felelnek meg az első két pontnak). A csoportmásodikok, -harmadikok, illetve -negyedikek párosítása is ugyanilyen volt. (2 mérkőzés)

## Alapszakasz
| A rájátszásba jutottak (A kiemelések száma zárójelben) |

| AFC East                |    |    |   |       |     |     |
| Csapat                  | Gy | V  | D | %     | P+  | P–  |
| New York Jets (4)[a]    | 9  | 7  | 0 | 56,3% | 359 | 336 |
| New England Patriots[b] | 9  | 7  | 0 | 56,3% | 381 | 346 |
| Miami Dolphins          | 9  | 7  | 0 | 56,3% | 378 | 301 |
| Buffalo Bills           | 8  | 8  | 0 | 50,0% | 379 | 397 |
| AFC North               |    |    |   |       |     |     |
| Csapat                  | Gy | V  | D | %     | P+  | P–  |
| Pittsburgh Steelers (3) | 10 | 5  | 1 | 65,6% | 390 | 345 |
| Cleveland Browns (6)[c] | 9  | 7  | 0 | 56,3% | 344 | 320 |
| Baltimore Ravens        | 7  | 9  | 0 | 43,8% | 316 | 354 |
| Cincinnati Bengals      | 2  | 14 | 0 | 12,5% | 279 | 456 |
| AFC South               |    |    |   |       |     |     |
| Csapat                  | Gy | V  | D | %     | P+  | P–  |
| Tennessee Titans (2)    | 11 | 5  | 0 | 68,8% | 367 | 324 |
| Indianapolis Colts (5)  | 10 | 6  | 0 | 62,5% | 349 | 313 |
| Jacksonville Jaguars    | 6  | 10 | 0 | 37,5% | 328 | 315 |
| Houston Texans          | 4  | 12 | 0 | 25,0% | 213 | 356 |
| AFC West                |    |    |   |       |     |     |
| Csapat                  | Gy | V  | D | %     | P+  | P–  |
| Oakland Raiders (1)[d]  | 11 | 5  | 0 | 68,8% | 450 | 304 |
| Denver Broncos          | 9  | 7  | 0 | 56,3% | 392 | 344 |
| San Diego Chargers[e]   | 8  | 8  | 0 | 50,0% | 333 | 367 |
| Kansas City Chiefs      | 8  | 8  | 0 | 50,0% | 467 | 399 |

| NFC East                    |    |    |   |       |     |     |
| Csapat                      | Gy | V  | D | %     | P+  | P–  |
| Philadelphia Eagles (1)[f]  | 12 | 4  | 0 | 75,0% | 415 | 241 |
| New York Giants (5)         | 10 | 6  | 0 | 62,5% | 320 | 279 |
| Washington Redskins         | 7  | 9  | 0 | 43,8% | 307 | 365 |
| Dallas Cowboys              | 5  | 11 | 0 | 31,3% | 217 | 329 |
| NFC North                   |    |    |   |       |     |     |
| Csapat                      | Gy | V  | D | %     | P+  | P–  |
| Green Bay Packers (3)       | 12 | 4  | 0 | 75,0% | 398 | 328 |
| Minnesota Vikings           | 6  | 10 | 0 | 37,5% | 390 | 442 |
| Chicago Bears               | 4  | 12 | 0 | 25,0% | 281 | 379 |
| Detroit Lions               | 3  | 13 | 0 | 18,8% | 306 | 451 |
| NFC South                   |    |    |   |       |     |     |
| Csapat                      | Gy | V  | D | %     | P+  | P–  |
| Tampa Bay Buccaneers (2)[g] | 12 | 4  | 0 | 75,0% | 346 | 196 |
| Atlanta Falcons (6)         | 9  | 6  | 1 | 59,4% | 402 | 314 |
| New Orleans Saints          | 9  | 7  | 0 | 56,3% | 432 | 388 |
| Carolina Panthers           | 7  | 9  | 0 | 43,8% | 258 | 302 |
| NFC West                    |    |    |   |       |     |     |
| Csapat                      | Gy | V  | D | %     | P+  | P–  |
| San Francisco 49ers (4)     | 10 | 6  | 0 | 62,5% | 367 | 351 |
| St. Louis Rams[h]           | 7  | 9  | 0 | 43,8% | 316 | 369 |
| Seattle Seahawks            | 7  | 9  | 0 | 43,8% | 355 | 369 |
| Arizona Cardinals           | 5  | 11 | 0 | 31,3% | 262 | 417 |

Döntetlenre végzők
- ↑ a: A N.Y. Jets a New England előtt végzett az AFC East divízióban, a közös mérkőzéseken elért jobb eredménye, (8–4; New England: 7–5) és a Miami előtt is a jobb divízió eredménye miatt (4–2; Miami: 2–4).
- ↑ b: A New England a Miami előtt végzett a jobb divízió eredménye miatt (4–2; Miami: 2–4).
- ↑ c: A Cleveland szerezte meg az AFC 6. helyét a Denver és a New England előtt, a jobb konferencia eredménye miatt. (7–5; Denver: 5–7, New England: 6–6).
- ↑ d: Az Oakland szerezte meg az AFC 1. helyét a Tennessee előtt, a jobb egymás elleni eredmény miatt.
- ↑ e: A San Diego a Kansas City előtt végzett az AFC West divízióban, a jobb divízió eredménye miatt (3–3; Kansas City: 2–4).
- ↑ f: A Philadelphia szerezte meg az NFC 1. helyét a Green Bay és a Tampa Bay előtt, a jobb konferencia eredménye miatt. (11–1; Green Bay: 9–3, Tampa Bay: 9–3).
- ↑ g: A Tampa Bay szerezte meg az NFC 2. helyét a Green Bay előtt, a jobb egymás elleni eredmény miatt.
- ↑ h: A St. Louis a Seattle előtt végzett az NFC West divízióban, a jobb divízió eredménye miatt. (4–2; Seattle: 2–4).

## Rájátszás
| Rájátszás kiemeltek |                                     |                                      |
| Kiemelés            | AFC                                 | NFC                                  |
| 1                   | Oakland Raiders (West győztes)      | Philadelphia Eagles (East győztes)   |
| 2                   | Tennessee Titans (South győztes)    | Tampa Bay Buccaneers (South győztes) |
| 3                   | Pittsburgh Steelers (North győztes) | Green Bay Packers (North győztes)    |
| 4                   | New York Jets (East győztes)        | San Francisco 49ers (West győztes)   |
| 5                   | Indianapolis Colts                  | New York Giants                      |
| 6                   | Cleveland Browns                    | Atlanta Falcons                      |

|  |                                                        |                                                        |                                                        |                                          |                                          |                                          |                                    |                                    |   |              |                                          |                                          |                                          |  |  |                               |                               |                               |
|  | Január 5. – Heinz Field                                | Január 5. – Heinz Field                                | Január 5. – Heinz Field                                |                                          |                                          | Január 11. – The Coliseum                | Január 11. – The Coliseum          | Január 11. – The Coliseum          |   |              |                                          |                                          |                                          |  |  |                               |                               |                               |
|  | Január 5. – Heinz Field                                | Január 5. – Heinz Field                                | Január 5. – Heinz Field                                |                                          |                                          | Január 11. – The Coliseum                | Január 11. – The Coliseum          | Január 11. – The Coliseum          |   |              |                                          |                                          |                                          |  |  |                               |                               |                               |
|  | 6                                                      | Cleveland                                              | 33                                                     |                                          |                                          | 3                                        | Pittsburgh                         | 31                                 |   |              |                                          |                                          |                                          |  |  |                               |                               |                               |
|  | 3                                                      | Pittsburgh                                             | 36                                                     |                                          |                                          | 2                                        | Tennessee                          | 34*                                |   |              | Január 19. – Network Associates Coliseum | Január 19. – Network Associates Coliseum | Január 19. – Network Associates Coliseum |  |  |                               |                               |                               |
|  |                                                        |                                                        |                                                        | AFC                                      |                                          |                                          |                                    |                                    |   |              | Január 19. – Network Associates Coliseum | Január 19. – Network Associates Coliseum | Január 19. – Network Associates Coliseum |  |  |                               |                               |                               |
|  |                                                        |                                                        |                                                        |                                          |                                          |                                          |                                    |                                    | 2 | Tennessee    | 24                                       |                                          |                                          |  |  |                               |                               |                               |
|  | Január 4. – Giants Stadion                             | Január 4. – Giants Stadion                             | Január 4. – Giants Stadion                             | Január 12. – Network Associates Coliseum | Január 12. – Network Associates Coliseum | Január 12. – Network Associates Coliseum |                                    |                                    | 1 | Oakland      | 41                                       |                                          |                                          |  |  |                               |                               |                               |
|  | Január 4. – Giants Stadion                             | Január 4. – Giants Stadion                             | Január 4. – Giants Stadion                             | Január 12. – Network Associates Coliseum | Január 12. – Network Associates Coliseum | Január 12. – Network Associates Coliseum | AFC főcsoportdöntő                 |                                    |   |              |                                          |                                          |                                          |  |  |                               |                               |                               |
|  | 5                                                      | Indianapolis                                           | 0                                                      | 4                                        | N.Y. Jets                                | 10                                       |                                    |                                    |   |              |                                          |                                          |                                          |  |  |                               |                               |                               |
|  | 4                                                      | N.Y. Jets                                              | 41                                                     |                                          |                                          | 1                                        | Oakland                            | 30                                 |   |              |                                          |                                          |                                          |  |  | Január 26. – Qualcomm Stadion | Január 26. – Qualcomm Stadion | Január 26. – Qualcomm Stadion |
|  | Wild card-forduló                                      | Wild card-forduló                                      | Wild card-forduló                                      |                                          |                                          | Főcsoport-elődöntő                       | Főcsoport-elődöntő                 | Főcsoport-elődöntő                 |   |              |                                          |                                          |                                          |  |  | Január 26. – Qualcomm Stadion | Január 26. – Qualcomm Stadion | Január 26. – Qualcomm Stadion |
|  |                                                        |                                                        |                                                        |                                          |                                          |                                          |                                    |                                    |   |              |                                          |                                          |                                          |  |  | A1                            | Oakland                       | 21                            |
|  | Január 5. – San Francisco Stadion at Candlestick Point | Január 5. – San Francisco Stadion at Candlestick Point | Január 5. – San Francisco Stadion at Candlestick Point |                                          |                                          | Január 12. – Raymond James Stadion       | Január 12. – Raymond James Stadion | Január 12. – Raymond James Stadion |   |              |                                          |                                          |                                          |  |  | N2                            | Tampa Bay                     | 48                            |
|  | Január 5. – San Francisco Stadion at Candlestick Point | Január 5. – San Francisco Stadion at Candlestick Point | Január 5. – San Francisco Stadion at Candlestick Point | Super Bowl XXXVII                        |                                          | Január 12. – Raymond James Stadion       | Január 12. – Raymond James Stadion | Január 12. – Raymond James Stadion |   |              |                                          |                                          |                                          |  |  |                               |                               |                               |
|  | 5                                                      | N.Y. Giants                                            | 38                                                     |                                          |                                          | 4                                        | San Francisco                      | 6                                  |   |              |                                          |                                          |                                          |  |  |                               |                               |                               |
|  | 4                                                      | San Francisco                                          | 39                                                     |                                          |                                          | 2                                        | Tampa Bay                          | 31                                 |   |              | Január 19. – Veterans Stadion            | Január 19. – Veterans Stadion            | Január 19. – Veterans Stadion            |  |  |                               |                               |                               |
|  |                                                        |                                                        |                                                        | NFC                                      |                                          |                                          |                                    |                                    |   |              | Január 19. – Veterans Stadion            | Január 19. – Veterans Stadion            | Január 19. – Veterans Stadion            |  |  |                               |                               |                               |
|  |                                                        |                                                        |                                                        |                                          |                                          |                                          |                                    |                                    | 2 | Tampa Bay    | 27                                       |                                          |                                          |  |  |                               |                               |                               |
|  | Január 4. – Lambeau Field                              | Január 4. – Lambeau Field                              | Január 4. – Lambeau Field                              | Január 11. – Veterans Stadion            | Január 11. – Veterans Stadion            | Január 11. – Veterans Stadion            |                                    |                                    | 1 | Philadelphia | 10                                       |                                          |                                          |  |  |                               |                               |                               |
|  | Január 4. – Lambeau Field                              | Január 4. – Lambeau Field                              | Január 4. – Lambeau Field                              | Január 11. – Veterans Stadion            | Január 11. – Veterans Stadion            | Január 11. – Veterans Stadion            | NFC főcsoportdöntő                 |                                    |   |              |                                          |                                          |                                          |  |  |                               |                               |                               |
|  | 6                                                      | Atlanta                                                | 27                                                     | 6                                        | Atlanta                                  | 6                                        |                                    |                                    |   |              |                                          |                                          |                                          |  |  |                               |                               |                               |
|  | 3                                                      | Green Bay                                              | 7                                                      |                                          |                                          | 1                                        | Philadelphia                       | 20                                 |   |              |                                          |                                          |                                          |  |  |                               |                               |                               |

* hosszabbítás után